# Saint-Waast

Saint-Waast este o comună în departamentul Nord, Franța. În 1 ianuarie 2022 avea o populație de 672 de locuitori.